# بی‌یاز
بی‌یاز (انگلیسی: Biyaz) یک شهرک در شهرستان کاراایدلسکی استان باشقیرستان کشور روسیه است.